# Влияние Низами Гянджеви в азербайджанской литературе
Творчество классика персидской поэзии Низами Гянджеви в различные исторические периоды влияло на произведения азербайджанской литературы.
Ранними поэтами, для которых идеи и общественные мотивы в творчестве Низами были литературной основой и творческой школой, считаются Гасаноглы Иззеддин и Насими. Внимание последнего в поэзии Низами привлекли высшая любовь, привязанность к жизни и красота человека. Такие поэты, как Касим аль-Анвар в своих произведениях, написанных под влиянием газелей Низами Гянджеви, использовали не только идейно-эстетическое направление, но и форму, образ и прочие способы художественного выражения. Любовную философию Низами развивали в своих произведениях Хатаи и Физули. Она служила источником идеи, сюжета, а также литературным примером для таких поэтов XVII века, как Саиб Тебризи, Ковси Табризи, Месихи и особенно Тасир Тебризи.
Темы поэм Низами Гянджеви воплощали в своих произведениях и азербайджанские советские поэты. Так, под влиянием поэмы «Хосров и Ширин» Самед Вургун создал пьесу «Фархад и Ширин», а Абдулла Шаиг сюжеты своих пьес «Нушабе» и «Фитне» взял в основном из поэм «Семь красавиц» и «Искендернаме».

## Влияние в средневековой азербайджанской литературе

### Творчество Гасаноглу
Общественная тема любовной философии в лирике Низами, идеи и общественные мотивы в творчестве Низами были в большей степени литературной основой и творческой школой для поэтов Гасаноглу и Насими, считающихся наиболее ранними поэтами в азербайджанской литературе.
Согласно азербайджанскому исследователю Гасыму Джахани, Гасаноглу использовал не только идею стихотворений Низами, но и их формы. Как и Низами, Гасаноглу также для усиления эмоциональности повторял художественные образы и художественные выражения вопросами и определениями. Такие формы делали газели более читабельными, превращая чувства в страсть и проясняя смысл.

### Творчество Насими

Памятник Насими в Шемахе

Влияние таких классиков персидской поэзии как Руми, Низами и Аттар заметно в поэзии Насими. Насими неоднократно читал произведения Низами Гянджеви и вдохновлялся ими. Влияние Низами показывает себя в некоторых произведениях Насими как с точки зрения содержания, так и — образа. Начиная своё творчество, Насими использовал как наследие Низами, так и оставался верным традициям его поэзии в своём хурруфизме.
Основными чертами в поэзии Низами, которые привлекли внимание считающего человека коронным произведением природы Насими, были высшая любовь, привязанность к жизни, красота человека. Живые чувства, светские направления, влияние идеальных моральных качеств, выраженных в лирике и эпических произведениях Низами, значительно расширили воздействие поэзии и сферу влияния Насими.
Лирика Низами Гянджеви была одной из особенностей, ставших причиной усиления жизненных связей в творчестве Насими, его подверженности влиянию сект.

### Творчество Касим-аль Анвара
Азербайджанский поэт XV века Касим аль-Анвар написал свою поэму «Анисул арифин» под влиянием поэмы Низами Гянджеви «Сокровищница тайн». В своих газелях он также использовал лирику Низами. Так же как Низами, Касим аль-Анвар был убеждён, что первоначальной моральной силой связывающих людей друг с другом, является любовь. Аль-Анвар так же как и Низами считал любовь источником инициативы, мужества и благородства. Касим аль-Анвар в своих произведениях, написанных под влиянием газелей Низами Гянджеви, использовал не только идейно-эстетическое направление, но и форму, образ и прочие способы художественного выражения.

### Творчество Кишвери
Одним из поэтов, творивших под влиянием лирики, в особенности любовной философии Низами Гянджеви, был азербайджанский поэт XVI века Кишвери. В одной из своих газелей Кишвери использовал форму газеля Низами, усилив эмоциональное воздействие своего произведения, визуально выразив очарование и восхищение героиней газели. В другой своей газели Кишвери использовал как форму, так и содержание газели Низами. Как и Низами, Кишвери также в своих произведениях гордился своей возлюбленной, считал себя счастливым из-за любви к ней.

### Творчество Шаха Исмаила Хатаи
Пронеслась зима, весна пришла.

Мак зацвел, и роза расцвела.

Подымают птицы крик любви.

Вновь огонь любви горит в крови.

Миг луга и рощи расцветил

И уста молчания открыл.
Qış getdi, yenə bahar gəldi,

Gül bitdivü laləzar gəldi. 

Quşlar qamusu fəğanə düşdü, 

Eşq оdu yenə bu canə düşdü. 

Yer geydi qəbayi-xizrpuşan, 

Cümlə dilə gəldi ləbxəmuşan.
Творчество Низами и его любовная философия были источником вдохновения и для основателя государства Сефевидов Исмаила, писавшего под псевдонимом Хатаи. Хатаи интересовала в первую очередь любовная и философская лирика. Хатаи видел силу воздействия любовной и философской лирики в реальной жизни, славу своих предшественников и уважение к ним. Хатаи считал, что, используя силу любовной поэзии, обладающую большой значимостью, можно отразить актуальные общественные проблемы посредством судьбы героев лирических произведений.
Традиции Низами Гянджеви, в особенности развитие направлений в соответствии с духом его любовной философии, можно видеть в поэме Хатаи «Дахнаме». В этой поэме Хатаи добавил отрывок под названием «Бахария», в создании которого примером для поэта послужила «хвала весны» из поэмы Низами «Лейли и Меджнун».
Также в этой поэме Хатаи объяснял то, что в своём духовном возрождении он обязан героям Низами. Как и Низами, Хатаи принимал любовь как понятие с общественным смыслом. Он также связывал любовь с жизнью и называл её рождённой жизнью, отстранённым от религиозных представлений.

### Творчество Физули

Памятник Физули, который, продолжая и развивая любовную философию Низами Гянджеви, создал под влиянием его творчества некоторые свои произведения

Поэт XVI века Мухаммед Физули тему таких своих поэм как «Лейли и Меджнун» и «Бангу-Баде», написанных на азербайджанском языке, брал из творческого наследия Низами. Физули признаётся в этом в поэме «Лейли и Меджнун». Во время написания поэмы «Бангу-Баде» главным источником, к которому обращался Физули, была поэма Низами «Семь красавиц». Написанные в аллегорическом стиле эти поэмы Физули (особенно «Бангу-Баде») в плане сюжета отличаются от поэм Низами Гянджеви.
Физули волновал и рассказ Низами об Иисуса и мёртвой собаке, используя которую, Физули давал наставления свои читателям.
Любовную философию, которую Физули видел в произведениях Низами, он продолжал и развивал. Наблюдается схожесть форм между некоторыми газелями Низами и мусаддой Физули.
Творчество Низами, особенно его любовная философия, служила источником идеи, сюжета, а также литературным примером для создававших под воздействием Физули поэтов XVII века Саиба Тебризи, Ковси Табризи, Месихи и особенно Тасира Тебризи.

### Творчество Саиба Тебризи
Поэт XVII век Саиб Тебризи, используя особенности дидактического познания и размышлений сущности в творчестве Низами Гянджеви, так же как и Низами питал симпатию к идее осмысленного проживания жизни. Тебризи пропагандировал свои гедонистические идеи под воздействием мыслей Низами, в особенности его поэмы «Хосров и Ширин».

### Творчество Тасира Тебризи
К литературной школе Низами Гянджеви принадлежал поэт XVII века Тасир Тебризи, писавший на азербайджанском и персидском языках. Тебризи с присущей ему оригинальностью продолжал идеи Низами и его литературные традиции и в XVII веке.
В пяти своих поэмах (месневи) Тасир Тебризи с большим уважением вспоминает Низами Гянджеви, гордиться тем, что является его преемником. В своей поэме «Джаханнума» Тасир Тебризи использовал поэму Низами «Сокровищница тайн». Эта поэма Тебризи связана с поэмой Гянджеви в первую очередь идеей и искусством написания. А мысль из поэмы Низами «Хосров и Ширин» о том, что очернение чести является моральной смертью, стала лейтмотивом поэмы Тебризи «Самаратул-хиджаб». Также в этой поэме имеются схожести с рассказом индийском принцессы из поэмы Низами «Семь красавиц». И по своей структуре эта поэма похожа на рассказы поэмы «Семь красавиц». Под влиянием «Семи красавиц» была написана и поэма Тасири «Мейманатнаме».
Под влиянием поэмы «Хосров и Ширин» Тасир Тебризи написал поэму «Даватул-ашигин». Несмотря на то, что в этой поэме Тасири обратился к любовной теме, связанной с традициями Низами, он создал независимое и оригинальное произведение.

## Влияние в азербайджанской литературе нового и новейшего времени

### Творчество Накама
В творчестве азербайджанского поэта XIX века Исмаил-бека Накама полностью сориентированном на поэтические традиции позднего средневековья, преобладают черты эпигонства. В таком же духе написаны две его поэмы, которые тематически восходят к поэтической школе Низами Гянджеви.
Сюжет поэмы Накама «Лейли и Меджнун» с незначительными изменениями повторяет сюжет поэмы «Лейли и Меджнун» Низами Гянджеви. Здесь, как и в версии Низами, повторена линия Зейда, но с некоторыми сокращениями. Некоторые стихи Накама представляют собой перевод бейтов Низами. Влияние поэтической манеры Низами на Накама настолько велико, что при всем стремлении последнего к самостоятельности он так и не смог создать оригинальное произведение. Несмотря на то что «Лейли и Меджнун» Накама написана в конце XIX века, то есть в период процветания азербайджанской реалистической литературы, её язык весьма архаичен и неоправданно изобилует арабо-персидскими словами и выражениями и даже понятиями и терминами из области суфийской поэзии, что видимо и послужило причиной непопулярности поэмы Накама «Лейли и Меджнун». Эта поэма Накама, как он сам сообщал, содержит 3/10 бейтов.
Другая поэма Накама «Фархад и Ширин» по сравнению с «Лейли и Меджнун» не так велика. В сюжетную основу этой поэмы Накама положены события, разворачивающиеся в поэме «Хосров и Ширин» Низами, причём только те, которые связаны с линией Фархада. Накам широко использовал поэтические приемы Низами, встречавшиеся в знаменитом диалоге между сасанидским царём Хосровом и каменотесом Фархадом. Из краткого пересказа содержания поэмы нетрудно понять, что Накам внёс ряд изменений в сюжетную канву поэмы Низами, но он предполагал знакомство своего читателя с творением последнего. И действительно, без знакомства с поэмой Низами невозможно было бы восстановить связь между отдельными главами поэмы. Небольшая часть текста поэмы написана Накамом по-персидски.
В обеих любовно-романических поэмах заметно усилена суфийская трактовка тематики. И в «Лейли и Меджнуне», и в «Фархаде и Ширин» воспета суфийско-пантеистическая любовь.

### Творчество Сеидзаде
Тема второй части «Хамсе», поэмы «Хосров и Ширин» Низами была воплощена в пятнадцатой стихотворной пьесе азербайджанского поэта XX века Мирмехди Сеидзаде «Севги» («Любовь»), написанной в 1940 году. В обрисовке характеров действующих лиц Сеидзаде неотступно следуовал за Низами Гянджеви. Им немного была изменена трактовка образа царя Хосрова, который дан Сеидзаде как жестокий притеснитель и угнетатель иранских земледельцев.

### Творчество Самеда Вургуна

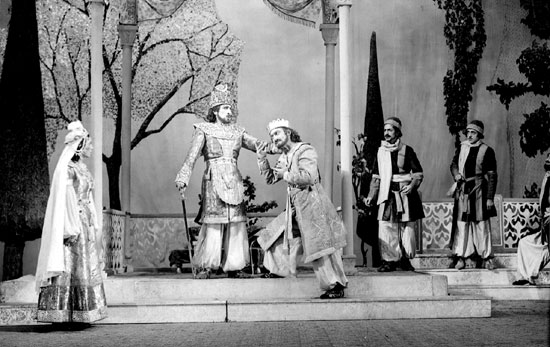
Сцена из премьерной постановки пьесы Самеда Вургуна Фархад и Ширин (1941), в которой воплощена тема поэмы Низами «Хосров и Ширин»

Через несколько месяцев после Сеидзаде тема поэмы «Хосров и Ширин» была воплощена в пьесе всесторонне изучившего творения Низами азербайджанского поэта Самеда Вургуна «Фархад и Ширин». Эта пьеса считалась одной из лучших образцов поэтического воплощения традиций Низами в советской литературе.
Но, если у Низами в своих действиях и поступках Ширин последовательна и постоянна, полюбила Хосрова и верна своей любви до конца, то у Вургуна Ширин любит не только Хосрова, но и Фархада. Она убивает себя над трупом Фархада, ставшего жертвой ложного известия о смерти любимой.
У Низами показана облагораживающая сила любви Хосрова к Ширин. А у Самеда Вургуна страсть Хосрова к Ширин — недобрая и хищническая. В отличие от поэмы Низами, в пьесе Вургуна Фархад и Хосров не соперники, а враги. В отличие от традиций классической литературы Востока, в которой женщина изображалась только как объект любви, в пьесе Самеда Вургуна Ширин показана более активной, волевой и самостоятельной. Такую трактовку образа армянский советский литературовед и критик Аршалуис Аршаруни считает исторически оправданой. По его словам, «в век Низами, в эпоху восточного ренессанса, женщина действительно обладала самостоятельностью».
Самед Вургун ввёл в пьесу и ряд новых действующих лиц, которых нет в поэме Низами. Среди них — Азер-баба, отец Фархада, выразитель народной мудрости.

### Творчество Абдуллы Шаига
Азербайджанский поэт XX века Абдулла Шаиг написал две пьесы «Нушабе» и «Фитне», сюжеты которых были в основном взяты из поэм Низами Гянджеви «Семь красавиц» и «Искендернаме» Низами Гянджеви. Но эти произведения, также как и «Фархад и Ширин» Самеда Вургуна, по своему идейному содержанию во многом отличались от поэм Низами. Переведший поэму «Искендернаме» на азербайджанский язык Абдулла Шаиг, как и Самед Вургун считался одним из лучших переводчиков Низами и всесторонне изучил творения поэта. В 1940 году на темы «Хамсе» он написал пьесу «Нушабе», а в 1946 году — «Фитне».
В драме Нушабе, начатой в 1940 году и повествующей о походе Александра Македонского в Барду и его встрече с царицей города Нушабе, на первый план выдвинута идея патриотизма и защита родины, что вполне понятно, поскольку драма была завершена в год победы Советского Союза в Великой Отечественной войне, в 1945 году. Спустя год Шаиг второй раз обратился к Низами и написал трёхактную пьесу Фитне для театра юных зрителей. Тема и сюжет пьесы Шаиг взял из поэмы «Семь красавиц» (глава «Бахрам и рабыня»). По своему идейному направлению «Фитне» как и «Нушабе» резко отличалась от заимствованного источника.